# NGC 2511
NGC 2511 في الفهرس العام الجديد، هي مجرة، تقع في كوكبة الكلب الأصغر. اكتشفت في 31 يناير 1851 بواسطة ويليام بارسونز.

## روابط خارجية
- NGC 2511 على موقع ويكي سكاي: DSS2, SDSS, GALEX, IRAS, Hydrogen α, X-Ray, Astrophoto, Sky Map, Articles and images